# Куба на Светском првенству у атлетици у дворани 2012.
Куба је на Светском првенству у атлетици у дворани 2012. одржаном у Истанбулу од 9. до 11. марта учествовала четрнаести пут, односно, учествовала је на свим првенствима до данас. Репрезентацију Кубе представљала су десет такмичара (6 мушкарца и 4 жене), који су се такмичили у 8 дисциплина (пет мушких и три женске).
На овом првенству Куба је по броју освојених медаља делила 25. место са једном освојеном медаљом (бронза). У табели успешности према броју и пласману такмичара који су учествовали у финалним такмичењима (првих 8 такмичара) Куба је са 6 учесника у финалу делила 11. место са 21 бодом.
| Плас. | Земља | 1. место | 2. место | 3. место | 4. место | 5. место | 6. место | 7. место | 8. место | Бр. финал. | Бод. |
| ----- | ----- | -------- | -------- | -------- | -------- | -------- | -------- | -------- | -------- | ---------- | ---- |
| =11.  | Куба  | 0        | 0        | 1        | 1        | 1        | 0        | 2        | 0        | 6          | 21   |

## Учесници
| Мушкарци: - Орландо Ортега — 60 м препоне - Лазаро Борхес — Скок мотком - Бетвел Бирген — Троскок - Арни Давид Гират — Троскок - Карлос Велиз — Бацање кугле - Yordani García — Седмобој | Жене: - Јарислеј Силва — Скок мотком - Мабел Геј — Троскок - Јархелис Савињ — Троскок - Мислејдис Гонзалез — Бацање кугле |  |

## Освајачи медаља (1)

### Бронза (1)
- Мабел Геј — Троскок

## Резултати

### Мушкарци
| Атлетичар        | Дисциплина   | Лични рекорд | Квалификације | Квалификације | Полуфинале            | Полуфинале  | Финале               | Финале      | Детаљи |
| Атлетичар        | Дисциплина   | Лични рекорд | Резултат      | Место         | Резултат              | Место       | Резултат             | Место       | Детаљи |
| ---------------- | ------------ | ------------ | ------------- | ------------- | --------------------- | ----------- | -------------------- | ----------- | ------ |
| Орландо Ортега   | 60 м препоне | 7,57         | 7,82 кв       | 4. у гр. 4    | 7,71                  | 5. у гр. 2  | Није се квалификовао | 9 / 29 (32) |        |
| Лазаро Борхес    | Скок мотком  | 5,72 НР      |               |               |                       |             | 5,70                 | 5 / 9 (10)  |        |
| Алексис Копељо   | Троскок      | 17,24        | 16,90 кв      | 7             |                       |             | 16,92                | 7 / 13 (14) |        |
| Арни Давид Гират | Троскок      | 17,47        | 16,71         | 9             | Нису се квалификовали | 9 / 13 (14) |                      |             |        |
| Карлос Велиз     | Бацање кугле | 19,74        | 19,64         | 4. у гр. 2    | Нису се квалификовали | 13 / 23     |                      |             |        |

Седмобој
| Дисциплина   | Yordani García | Yordani García | Yordani García | Yordani García | Yordani García | Yordani García |
| Дисциплина   | Лич. рек.      | Резултат       | Бод.           | Плас.          | Укупно         | Плас.          |
| ------------ | -------------- | -------------- | -------------- | -------------- | -------------- | -------------- |
| 60 м         | 6,89           | 7,02           | 875            | 3.             |                |                |
| Скок удаљ    | 6,85           | 6,64 ЛРС       | 729            | 8              | 1.604          | 7.             |
| Бацање кугле | 15,93          | 14,18 ЛРС      | 739            | 6              | 2.343          | 8.             |
| Скок увис    | 2,08           | 2,06 ЛРС       | 859            | 2              | 3.202          | 7.             |
| 60 м препоне | 7,80           | 8,13 ЛРС       | 949            | 4              | 4.151          | 7.             |
| Скок мотком  | 4,70           | 4,60           | 790            | 7              | 4.941          | 7.             |
| 1.000 м      |                | 2:50,21 ЛР     | 763            | 7              |                |                |
| Седмобој     | 5.905          |                |                |                | 5.704, ЛРС     | 7 / 7 (8)      |

### Жене
| Атлетичарка        | Дисциплина   | Лични рекорд | Квалификације | Квалификације | Финале                | Финале       | Детаљи |
| Атлетичарка        | Дисциплина   | Лични рекорд | Резултат      | Место         | Резултат              | Место        | Детаљи |
| ------------------ | ------------ | ------------ | ------------- | ------------- | --------------------- | ------------ | ------ |
| Јарислеј Силва     | Скок мотком  | 4,72 НР      |               |               | 4,55                  | 7 / 14 (16)  |        |
| Мабел Геј          | Троскок      | 14,57        | 14,22 кв      | 3. у гр. А    | 14,29                 |              |        |
| Јархелис Савињ     | Троскок      | 15,05 НР     | 14,09 кв      | 4. у гр. Б    | 14,28                 | 4 / 28 (30)  |        |
| Мислејдис Гонзалез | Бацање кугле | 8:23,72      | 17,32         | 11            | Није се квалификовала | 11 / 17 (18) |        |